# Sitzender Keiler

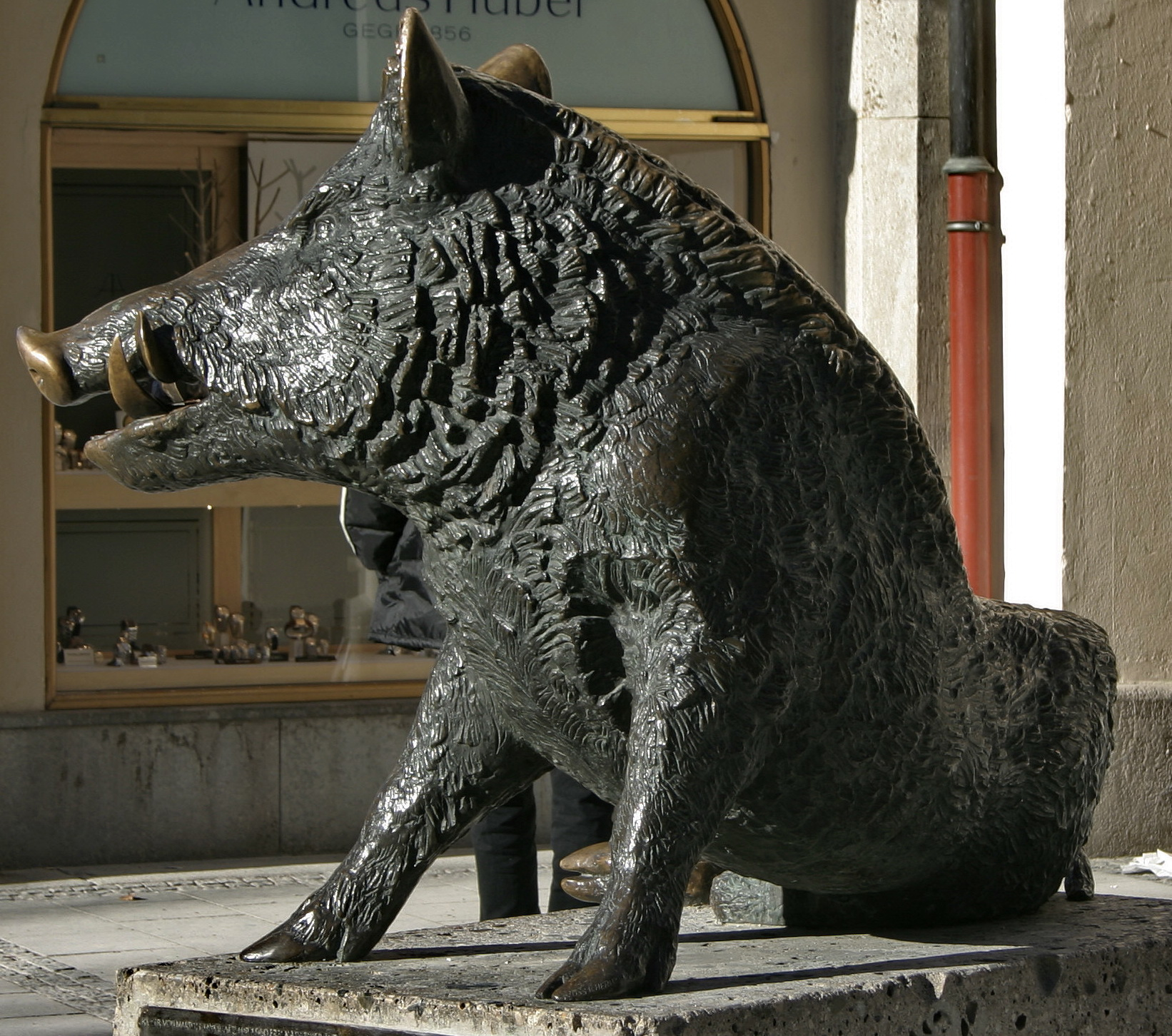
Sitzender Keiler am Eingang des Deutschen Jagd- und Fischereimuseums

Die Sitzenden Keiler sind zwei identische Bronzeplastiken in München, die jeweils ein männliches Wildschwein darstellen. 
Die erste der 124 cm hohen Plastiken wurde im Auftrag von Bernhard Borst vom Bildhauer Martin Mayer geschaffen und 1960 in der Wohnanlage Borstei aufgestellt (⊙). 1976 wurde ein Abdruck gegossen und vor dem Deutschen Jagd- und Fischereimuseum in der Neuhauser Straße in München aufgestellt (⊙). Dort bildet sie ein Ensemble mit der Bronzeplastik eines Wallers.
Vorbilder waren Porcellino, eine Bronzeplastik des italienischen Bildhauers Pietro Tacca auf dem Mercato Nuovo in Florenz, und eine Marmorskulptur in den Uffizien. 